# Albánská výzva
Albánská výzva (Albanian Challenge) je dobrovolnický rozvojový projekt Spolku pro povznesení údolí Curraj Eperm. Hlavním cílem projektu má být zastavení postupného zániku horských vesnic Curraj i Epërm a Qereç v severní Albánii.

## Historie
V červenci 2014 uspořádal student a cestovatel Jan Balák expedici, jejímž cílem bylo prozkoumat horskou oblast v okolí vesnice Qereç v severní Albánii. Rychle postupující úpadek až zánik Qereçe a nedalekého Curraj i Epërm přivedl Baláka k myšlence systematické dobrovolnické pomoci této lokalitě. Spolu s několika přáteli založil v listopadu 2014 Spolek pro povznesení údolí Curraj Eperm a začal shánět dobrovolníky. Během krátké doby se k projektu připojilo zhruba 100 mladých lidí.

## Charakteristika vesnic Curraj i Epërm a Qereç
Vesnice Curraj i Epërm a Qereç jsou umístěny v mimořádně nedostupné horské lokalitě v okresu Tropojë, kraji Kukës. Obce se nacházejí v údolích obklopených dvoutisícovými vrcholy, z jihu je lokalita odřízlá Kománskou přehradou. Oblast není dostupná pro motorová vozidla, jediným zde používaným dopravním prostředkem jsou osli. Nedostupnost lokality a nedostatek pracovních příležitostí zapříčinily masivní odliv obyvatel. Lokalita se ještě více nedostupnou stala poté, co vesnice přišla o most přes řeku Lumi i Currajve.
 V důsledku rychlého úbytku obyvatel reálně hrozí rychlý zánik obou vesnic.

## Činnosti Albánské výzvy
Hlavní fáze dobrovolnického projektu v severní Albánii se uskutečnila v srpnu 2015. Dobrovolníci byli rozčleněni do 12 týmů, kdy se každý zaobíral jiným okruhem činností:

### Turistické značení
Dobrovolníci Albánské výzvy vyznačili ve spolupráci s domorodci v okolí Curraj i Epërm 110 km turistických stezek. Vznikl tak nejrozsáhlejší systém turistického značení v Albánii. Zároveň s tím vytvořili první použitelnou turistickou mapu oblasti.

### Most Theth-Grunas

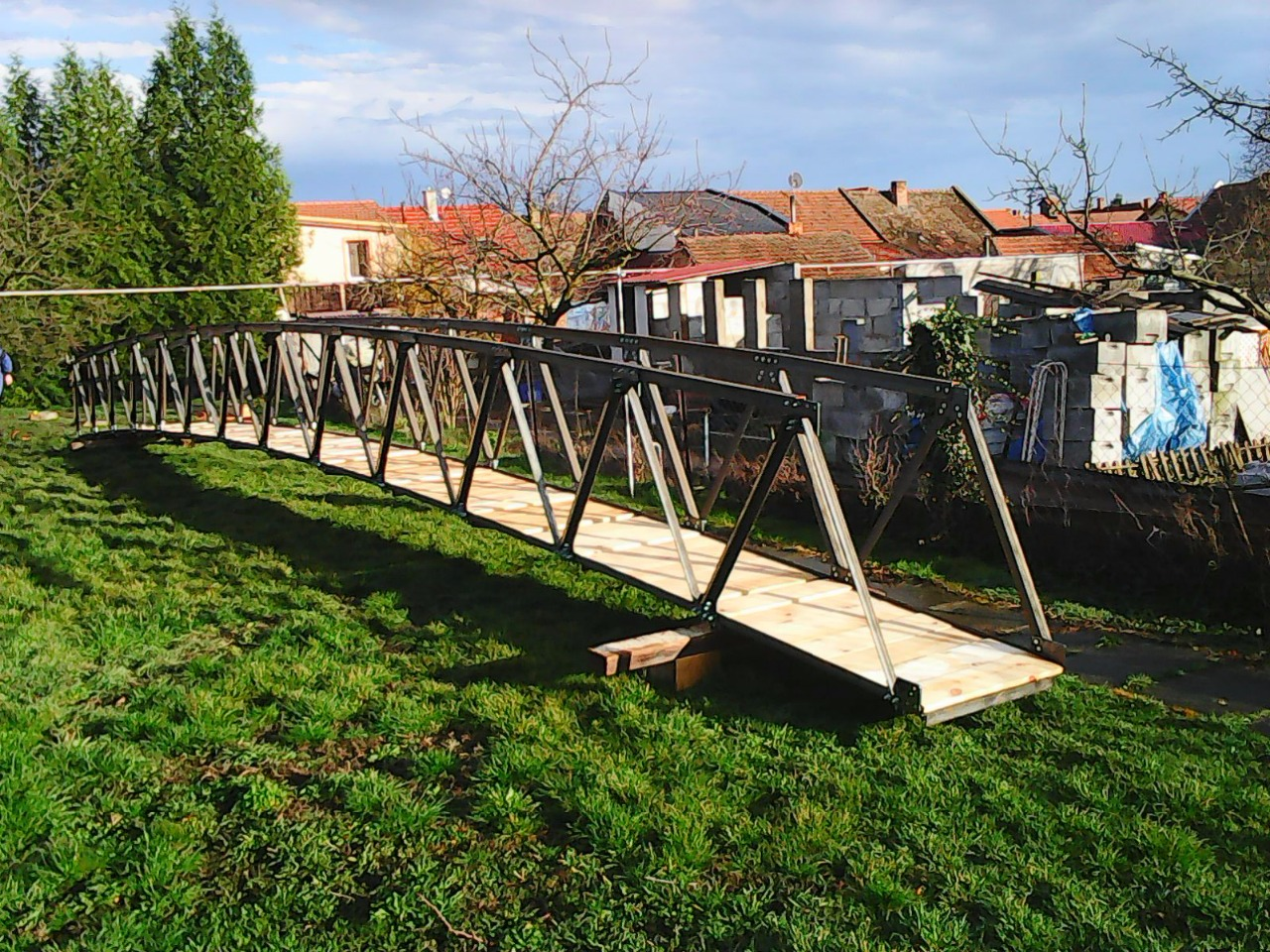
Zkušební sestavení mostu v ČR

Mezi během dubna 2015 vytvořil tým mostařů Albánské výzvy rozložitelný příhradový most, který byl testován na zahradě rodinného domu v Sokolnicích u Brna 9. dubna 2015.
Most prošel nezbytnou zatěžovací zkouškou pro nosnost 800 kg a byl po částech přepraven do obce Theth v severní Albánii. Během 21. a 22. srpna ho postavilo 21 dobrovolníků Albánské výzvy přes řeku Narenth, na cestě mezi vesnicemi Theth a Grunas. Most byl postaven bez jakýchkoliv elektrických nástrojů.

### Malá elektrárna v Curraj i Epërm
Po místní hydroelektrárny v roce 2001 zůstal Curraj i Epërm bez proudu. Součástí rozvojového projektu je proto instalace několika solárních panelů.

### Turistická základna v Curraj i Epërm
Jeden z místních domorodců upravil svůj dům za účelem turistického centra.

### Oprava kostelíka v Curraj Eperm
Albánský komunistický režim Envera Hodžy byl vůči projevům náboženství mimořádně přísný, jakýkoliv náboženský projev se trestal smrtí. V odlehlých horských oblastech se přesto náboženství udrželo, na severu Albánie především křesťanství. Jedním z cílů projektu Albánská výzva je obnova interiéru místního kostelíka.

## Financování projektů
Nepříliš obvyklým je rozhodnutí Spolku pro povznesení údolí Curraj Eperm celý projekt financovat výhradně z vlastních prostředků a z darů soukromých subjektů. Albánská výzva nepřijímá žádné státní granty ani evropské dotace.

## Plány pro rok 2016
Dobrovolníci Albánské výzvy usilují o vznik komunity zážitkové turistiky a dobrodružných aktivit, jejichž realizace by v jiném místě Evropy nebyla reálná nebo smysluplná.

### Termín
Albánská výzva 2016 proběhne v 7 týdenních turnusech od 26. června 2016 do 13. srpna 2016.

### Budování turistické infrastruktury
Vedení projektu plánuje údržbu a rozvoj 110 km dlouhé sítě turistických stezek, znovuprosekání stezky do Thethu přes Lumi e Plans, která zkrátí cestu do Thethu o 5 hodin, značení stezky do Mulaje apod.

### Most
Během letních turnusů bude v Albánii zbudován most o délce přes 30 m. Únosnost mostu bude opět veřejně testována počátkem roku 2016.

### Oprava kully
V Curraj i Epërm se nachází poměrně zachovalá kulla e ngujimit (věž krevní msty), jedna z posledních v Albánii. Plány pro rok 2016 mohou zahrnovat její opravu.

### Dobrodružné aktivity
Okolí Curraj i Epërm nabízí velmi vhodné lokality pro horolezectví, paragliding, canyoning, speleologii, vysokohorskou turistiku a další sporty. Přímo v Curraj i Epërm budou v létě 2016 provozovány aktivity jako koňské dostihy, průzkum místních jeskynních systémů, prvoprůchod kaňonem řeky Lumi i Currajve apod.

### Volnočasové aktivity
Lze předpokládat, že během léta se v Curraj i Epërm objeví až několik stovek turistů. Komunita lidí kolem Albánské výzvy bude realizovat volnočasové aktivity jako taneční, výlety do okolí, agroturistické vycházky, společenské a seznamovací hry apod.

### Zázemí pro vysokohorskou turistiku
Díky stálé posádce několika desítek členů Albánské výzvy v Curraj i Epërm, zásobovacím, ubytovacím a nouzovým službám lze toto místo považovat v období 26. června 2016 až 13. srpna 2016 za plnohodnotnou vysokohorskou destinaci, stejně jako Theth nebo Valbona.